# Ait Sedrate Jbel El Soufla
Ait Sedrate Jbel El Soufla  (in arabo أيت سدرات الجبل السفلى‎?) è un centro abitato e comune rurale del Marocco situato nella provincia di Tinghir, regione di Drâa-Tafilalet. Conta una popolazione di 5 273 abitanti (censimento 2014).